# ترنت یاونی
ترنت یاونی (انگلیسی: Trent Yawney؛ زادهٔ ۲۹ سپتامبر ۱۹۶۵) بازیکن هاکی روی یخ اهل کانادا است.
از باشگاه‌هایی که در آن بازی کرده‌است می‌توان به کلگری فلیمس اشاره کرد.